# Pierre Chevrier, baron de Fancamp
Pour les articles homonymes, voir Pierre Chevrier.
Pierre Chevrier, baron de Fancamp, né à Paris en 1608 et mort en 1692, est un ami de Jérôme Le Royer de La Dauversière. Son aide financière permet à la Société Notre-Dame d'acquérir l'île de Montréal en 1640. 

## Biographie
Pierre Chevrier est baptisé le 21 janvier 1608 à l'église Saint-Jean-en-Grève. Il est issu d'un milieu aisé puisque son père Adam Chevrier exerce tour à tour les fonctions de receveur pour le compte de François de France, duc d'Alençon puis de François d'Orléans-Longueville, comte de saint-Pol, avant de recevoir la charge de président-trésorier de France en généralité de Picardie. Sa mère Renée de Bauquemare est la fille de Jean de Baumquemare, seigneur de Bourdenay et maître des requêtes.  
Alors qu'il se dirige vers la carrière ecclésiastique, Pierre Chevrier reçoit finalement la charge de président-trésorier de son père en 1624. Il hérite également des terres de Fancamp, en Picardie, d'où il tire son nom, ainsi que d'autres terres à Rouvrel. Sa mère revend finalement sa charge de président-trésorier à Jean Spifame, seigneur des Granges, pour 57 000 livres. À sa majorité en 1632, il reçoit également sa part de l'héritage paternel, soit 60 000 livres. Il fait ses études au Collège de La Flèche, tenu par les jésuites, et loge chez Jérôme Le Royer de La Dauversière. Les deux hommes lient rapidement une grande amitié. Pierre Chevrier est touché par la foi de Jérôme Le Royer et se place sous sa conduite spirituelle. À la fin de ses études, il continue de séjourner régulièrement chez lui. Comme lui, il choisit un mode de vie simple qui lui permet d'utiliser de grosses sommes pour de bonnes œuvres. Il aide notamment Jérôme Le Royer en faisant le don de 1 000 livres pour la reconstruction des bâtiments de l'Hôtel-Dieu de La Flèche.
Il soutient à nouveau financièrement son ami dans son projet d'établissement d'une colonie sur l'île de Montréal. Ensemble, ils font l'acquisition de l'île, autrefois propriété de la Compagnie des cent-associés et qui appartenait alors à l'intendant du Dauphiné et conseiller d'état Jean de Lauzon. Le contrat de cession est signé à Vienne le 7 août 1640. Pour autant, les deux hommes ne deviennent pas propriétaires de l'île dans l'immédiat car la Compagnie des cent-associés considère la transaction comme nulle, étant donné que Jean de Lauzon n'avait pas tenu ses obligations de peuplement de l'île après son achat. Après de nouvelles négociations avec la Compagnie, l'acte de cession est finalement ratifié le 17 décembre suivant. Le contrat prévoit que la première implantation de colons doit se faire dès le printemps 1641. La Compagnie des cent-associés accepte d'assurer gratuitement le transport de trente hommes, de leur matériel et de leurs provisions, mais refuse leur administration. Jérôme Le Royer et Pierre Chevrier commencent les préparatifs de l'expédition canadienne en rassemblant notamment des approvisionnements. Au début de l'année 1641, ils créent la Société Notre-Dame de Montréal, une société d'associés qui regroupent plusieurs personnalités religieuses comme Jean-Jacques Olier et Gaston de Renty. 
Après la mort de sa mère en décembre 1653, Pierre Chevrier choisit de devenir prêtre. Il intègre les chanoines réguliers du prieuré de Saulseuse, où son frère Jérôme est prieur commendataire. Après la mort de ce dernier, en 1679, Pierre Chevrier revient à Paris puis s'installe à Suresnes. En 1683, il rejoint la communauté des prêtres du Calvaire au mont Valérien, dont il devient le supérieur en 1685. Sans quitter la communauté, il se retire à Paris en 1690 et s'installe au cloître Saint-Honoré jusqu'à son décès en juin 1692. Son corps est inhumé dans la crypte de la collégiale Saint-Honoré de Paris, détruite en 1792.